# Hell.com
Hell.com est un roman d'horreur de l'auteur québécois Patrick Senécal, publié en 2009 par les éditions Alire.

## Résumé
Daniel Saul est à la tête d'une société immobilière et un des hommes d'affaires les plus riches au Québec. C'est lors d'une rencontre avec Martin Charron, un ancien camarade de collège qui lui propose de devenir membre d'un site secret (hell.com) où tout… vraiment tout est permis, que sa vie va chambouler.

## Personnages
- Daniel Saul : Personnage principal. Milliardaire, séduisant, arrogant et prétentieux, il est irrésistiblement attiré par tout ce qui peut prouver sa supériorité sur les gens « ordinaires ».
- Martin Charron : Ancien camarade du collège de Daniel et financier. Milliardaire aussi, mais d'un physique ingrat (malgré un corps musclé), il paraît mal à l'aise dans toutes les situations sociales mais affiche une grande assurance lorsqu'il est chez lui ou dans les événements qu'il organise.
- Marie : Collègue (vice-présidente) et maîtresse de Daniel Saul. Extrêmement jolie, elle affiche plus de sensibilité que Daniel, ce qui se manifeste à la fois par un plus grand respect des gens et une ouverture plus grande aux choses spirituelles (même si elle n'est pas croyante). Se montre en particulier plus compréhensive que Daniel envers le fils de celui-ci, et se tient à distance des activités tordues dans lesquelles Daniel s'enfonce de plus en plus sous l'influence de Martin Charron.
- Simon Saul : Fils de Daniel Saul. À l'âge de 16 ans (fin du secondaire), il vit une crise qui l'amène à se refermer sur lui-même, à se rebeller et à faire preuve d'une violence qui étonne et désarçonne son père.

## Réception critique
- Pour le critique Yan Lauzon, Hell.com est un « roman coup de poing » qui permet à Patrick Senécal de conserver sa mainmise sur le thriller d'horreur « glauque, horrifiant et troublant » dans la littérature québécoise[1].
- Pour Caroline Montpetit du Devoir, l'auteur y confronte le lecteur à des questions morales, en particulier sur les limites qu'il serait prêt ou non à franchir[2].
- Christophe Bergeron, de Voir, insiste sur l'aspect technothriller de Hell.com, ainsi que sur l'inhumanité et la cruauté des riches personnages du roman[3].

Ces critiques font également ressortir les éléments de rédemption possible évoqués par l'œuvre, qui ne sont pas étrangers à la paternité de l'auteur,.